# Martin Garrix
Martijn Gerard Garritsen, cunoscut sub numele de scenă Martin Garrix (n. 14 mai 1996, Amsterdam, Țările de Jos) este un muzician și producător neerlandez, cunoscut pentru colaborarea cu casa de discuri Spinnin' Records. El este cunoscut pentru melodiile Animals și Wizard, care au avut parte de succes în Irlanda, Belgia și Marea Britanie.
În anul 2014, Martin Garrix a ajuns pe locul 4 într-un clasament făcut anual de revista "DJ MAG".
Melodia "Animals" a a devenit cea mai celebră piesă de pe canalul casei de discuri Spinnin' Records, în momentul de față melodia având peste 1 miliard de vizualizări pe YouTube. Aceeași piesă a fost nominalizata la World Music Awards pentru World’s Best Song si World’s Best Video. În anul 2016 Garrix a ajuns pe primul loc în clasamentul întocmit de către revista "DJ Mag".
La începutul anului 2017 a colaborat cu cântăreața britanico-albaneză pe nume Dua Lipa pentru melodia "Scared To Be Lonely" care a fost un succes total. Apoi a lansat melodia "We Did It" sub numele Area21, împreună cu rapperul Maejor pe STMPD RCRDS. În luna mai a lansat melodia "There For You" in colaborare cu Troye Sivan. Ulterior pe data de 24 august a lansat o melodie care se numește "Pizza" reprezentând mâncarea lui preferată. După aproape două luni și cu două zile înainte să se anunțe rezultatul pe anul 2017 la revista "Top 100 DJ MAG" a lansat melodia Forever, în colaborare pentru a 4-a oară cu Matisse & Sadko. Peste două zile a câștigat pentru a doua oară la rând "Top 100 DJ MAG" făcându-l cel mai tânăr DJ din clasament care l-a câștigat de două ori.
Pe data de 1 decembrie 2017 acesta a lansat prima sa colaborare cu David Guetta care se numește "So Far Away", această melodie a avut un succes foarte mare fiind în cele mai mari topuri din lume. La data de 22 februarie a lansat melodia pe nume "Like I Do" care este a doua colaborare cu David Guetta și a treia cu Brooks. Melodia a fost ascultată pentru prima dată pe data de 30 decembrie în India la festivalul Timeout72. Apoi acesta a lansat melodia "Happy" sub numele de Area21,după care a venit melodia de mare succes pe nume "Ocean" în colaborare cu căntărețul american Khalid. Acesta a lansat și un remix la propria piesă împreună cu Cesqeaux în stilul trap. 
1. ↑   https://www.netherlandsandyou.nl/about-the-kingdom/one-kingdom---four-countries Lipsește sau este vid: |title= (ajutor)
2. ↑  Merriam-Webster Online Dictionary
3. ↑   https://hermanbroodacademie.nl/ Lipsește sau este vid: |title= (ajutor)